# Batalla de Boju
La batalla de Boju (柏舉之戰) va ser lliurada en el 506 aC entre les forces de l'estat de Wu i les forces de l'estat de Chu. L'exèrcit de Wu eren dirigides per Sun Zi, i acabaren finalment victorioses.

## Antecedents
Els estats de Chu i Wu estaven en guerra des de feia mig segle. Les tensions culminaren amb esta batalla, i l'època d'inseguretat coneguda com el període dels regnes combatents acabà en el 221 aC.

## Batalla
La batalla fou planejada per He Lu de Wu i portada a terme per Wu Zixu i Sun Zi. El Rei de Zhou Jing junt a Yue, l'assassí, foren temporalment expulsats de la ciutat capital de Chu, Ying, pels atacants de Wu. Aquesta batalla portà a la invasió i destrucció del poble de Ying.

## Conseqüències
Després de la retirada de l'estat Wu en 505 aC, tant el Rei de Chu com l'assassí retornaren a la ciutat. En 505 aC, els exèrcits Qin i Chu van derrotar de manera conjunta en diverses batalles a Wu. Al setembre Fugai, germà de Rei Helü de Wu va tornar a Wu i es va declarar rei, i Helu es va veure obligat a tornar i derrotar Fugai, que va fugir i va buscar refugi a Chu. Zhao rei de Chu i després va tornar a la capital Ying.